# Colección de códices mexicanos
La Colección de Códices Mexicanos de la Biblioteca Nacional de Antropología e Historia, comprende códices prehispánicos y códices coloniales originales. La mayoría de estos documentos pictográficos fueron hechos en el siglo XVI, unos pocos datan de los XVII y XVIII
En 1997 esta colección fue inscrita por la UNESCO en el Registro de la Memoria del Mundo. Los códices están resguardados en una bóveda, dentro de la cual la temperatura y la humedad se mantienen en el rango más adecuado para su conservación. Cada documento está colocado dentro de una caja o guarda hecha a la medida utilizando materiales estables y libres de ácido.

## Lista de Códices

### Originales y reproducciones
1. Lienzo de Analco
2. Códice Azoyú
3. Códice Badiano
4. Códice Baranda
5. Codice Boturini
6. Fragmento Caltecpaneca
7. Códice Coatépetl
8. Mapa de Coatlinchan
9. Lienzo de Coixtlahuaca
10. Códice Colombino
11. Códice de Constancia de Gastos
12. Genealogía de Cotitzin y Zozáhuic
13. Códice de San Cristóbal Coyotepec
14. Mapa de Cuauhtinchan
15. Códice de Cuauhtlanzinco
16. Mapa de San Juan Cuauhtlanzingo
17. Genealogía de Cuauhtli
18. Códice de Cuetlaxcohuapan
19. Códice de la Cueva
20. Chilam Balam de Chan Kan
21. Códice Chavero de Huexotzingo
22. Vista del Río Chiapa
23. Lienzo de Chinantla
24. Códice de Cholula
25. Códice Dehesa
26. Cantares de Dzibalché
27. Genealogía de los Señores de Etla
28. Códice García Granados
29. Catecismo Gómez de Orozco
30. Códice de Huamantla Fragmento 1 al 6
31. Códice de Huexotzingo Guillermo Tovar
32. Códice de Huichapan
33. Chilam Balam de Ixil
34. Códice de Ixtapalapa
35. Lienzo de Lachiyoo
36. Libro de Oraciones
37. Matrícula de Tributos
38. Códice Mauricio de la Arena
39. Lienzo de Metlatoyuca
40. Genealogía de Metztépetl
41. Códice del Cristo de Mexicaltzingo
42. Libro de Tierras de Santa Magdalena Mixuca
43. Códice Mixteco Post-cortesiano
44. Códice de Tributos de Mizquiahuala Número 1 y 2
45. Códice Moctezuma
46. Códice Muro
47. Lienzo de Nahuatzen
48. Lienzo de San Juan Nayotla
49. Genealogía de Nexmoyotla, Ateno, Zoyatitlan y Hueytetla
50. Genealogía de Nopalxóchitl
51. Mapa de Otumba
52. Códice Pérez
53. Genealogía de Pitzahua
54. Plano de Papel Amate
55. Plano Parcial de la Ciudad de México
56. Códice Porfirio Díaz
57. Códice Porrúa Turanzas
58. Códice de las Posesiones de Don Andrés
59. Mapa de Quiotepec, Coyula y Tecomavaca
60. Códice Ramírez
61. Mapa de una Región Boscosa
62. Códice de los Señores de San Lorenzo Axotlan y San Luis Huexotla
63. Lienzo de Sevina
64. Mapa de Sigüenza
65. Lienzo de Tecciztlan y Tecuatepec
66. Códice de San Antonio Techialoyan
67. Chilam Balam de Tekax
68. Códice Teotenantzin
69. Códice de San Juan Teotihuacán
70. Mapa de Tepecoacuilco
71. Genealogía de una familia de Tepeticpac
72. Genealogía de Tetlamaca y Tlametzin
73. Chilam Balam de Tzimín
74. Códice Tributos de Santa Cruz Tlamapa
75. Lienzo de Tlapa
76. Códice del Tecpan de Santiago, Tlatelolco
77. Códice de Tlaxcala
78. Títulos de Tócuaro
79. Códice Topográfico Fragmentado
80. Plano de San Agustín Totolapa
81. Anales de Tula
82. Mapa de Santa María Nativitas Tultepec
83. Códice Valeriano
84. Lienzo de Santo Tomás Xochtlan
85. Lienzo de San Lucas Yatau
86. Lienzo de Yatiní
87. Lienzo de Zacatepec
88. Códice del Tequilato de Zapotitlan
89. Genealogía Zolin
90. Documento 757 de la colección Antigua

### Reproducciones de códices en el extranjero
1. Genealogía de Acamapichtli
2. Plano de Atenco y Mizquiahuala
3. Lienzo de Aztatepec y Citlaltépetl
4. Códice Becker II
5. Mapa de Ciudad y Valle de México
6. Códice de la Conquista
7. Códice Contlantzinco
8. Códice de la familia Cuara
9. Lienzo de Cuauquechollan
10. Genealogía de Macuilxochiltepec
11. Mapa de Cuauhtinchan
12. Lienzo de San Juan Cuauhtla
13. Códice de Cuautlantzinco
14. Códice del Culto a Tonatiuh
15. Plano de San Gabriel Cholula
16. Doctrina Cristiana en Jeroglíficos
17. Códice Durán
18. Lienzo de Guevea
19. Historia general de las cosas de la Nueva España (Códice Florentino)
20. Historia general de las cosas de la Nueva España (Códice Matritense)
21. Lienzo de Jucutácato
22. Genealogía de la familia Mendoza Moctezuma
23. Relación de Michoacán
24. Genealogía Oaxaqueña
25. Mapa de Popotla
26. Lienzo de Puacuaro
27. Anales Mexicanos de Puebla, Tepeaca y Cholula
28. Códice Sánchez Solís
29. Mapa de Santa Fe o Pátzcuaro
30. Lienzo de San Juan Tabaa
31. Mapa de Teozacoalco
32. Lienzo de San Agustín Tetlama
33. Lienzo de Tlacoatzintepec
34. Mapa de San Pedro Tlacotepec
35. Códice de Tlatelolco
36. Lienzo de Tlaxcala
37. Mapa de Tlotzin
38. Fragmento del Códice Uselo
39. Ruedas Calendáricas Veytia
40. Códice Xochitepec
41. Mapa de Xochitepec
42. Códice Yanhuitlán
43. Códice Tro-Cortesiano